# اندیس هرانده-۱
هرانده-۱ یک اندیس غیرفلزی است که در حوالی شهر فیروزآباد استان تهران قرار دارد و مادهٔ معدنی موجود در آن، سیلیس است. و دیرینگی آن به دوران سن  می‌رسد. 